# Jordan Zimmermann
Jordan M. Zimmermann (ur. 23 maja 1986) – amerykański baseballista występujący na pozycji miotacza w Detroit Tigers.

## Przebieg kariery
Zimmermann studiował na University of Wisconsin-Stevens Point, gdzie w latach 2005–2007 grał w drużynie uniwersyteckiej Pointers. W 2007 został wybrany w drugiej rundzie draftu przez Washington Nationals i początkowo występował w klubach farmerskich tego zespołu, między innymi w Syracuse Chiefs, reprezentującym poziom Triple-A. W Major League Baseball zadebiutował 20 kwietnia 2009 w meczu przeciwko Atlanta Braves, w którym jako starting pitcher zaliczył wygraną.
6 maja 2011 w spotkaniu z Florida Marlins rozegrał immaculate inning. 16 lipca 2013 po raz pierwszy w karierze został wybrany do Meczu Gwiazd, jednak w nim nie wystąpił z powodu kontuzji. W sezonie 2013 wraz z Adamem Wainwrightem z St. Louis Cardinals zaliczył najwięcej zwycięstw w National League (19). 28 września 2014 w ostatnim meczu sezonu zasadniczego przeciwko Miami Marlins, jako pierwszy zawodnik w historii klubu zaliczył no-hittera.
W listopadzie 2015 jako wolny agent podpisał pięcioletni kontrakt z Detroit Tigers.

## Nagrody i wyróżnienia
| Nagroda/wyróżnienie | Lata       | Źródło      |
| 2× All-Star         | 2013, 2014 | [ 2 ] [ 7 ] |